# Vlag van Moorslede
De vlag van Moorslede werd door de gemeenteraad op 21 februari 1995 officieel vastgesteld als de gemeentelijke vlag van de West-Vlaamse gemeente Moorslede. Op 4 april 1995 werd hij door het Bestuur van Vlaanderen bevestigd en uiteindelijk gepubliceerd op 15 juli 1995 in het officiële Belgisch Staatsblad.
Officieel wordt de vlag beschreven als:
Wit met een blauw kruis.
De vlag van Moorslede is een reproductie van het wapenschild, uiteraard zonder de buitenversierselen.

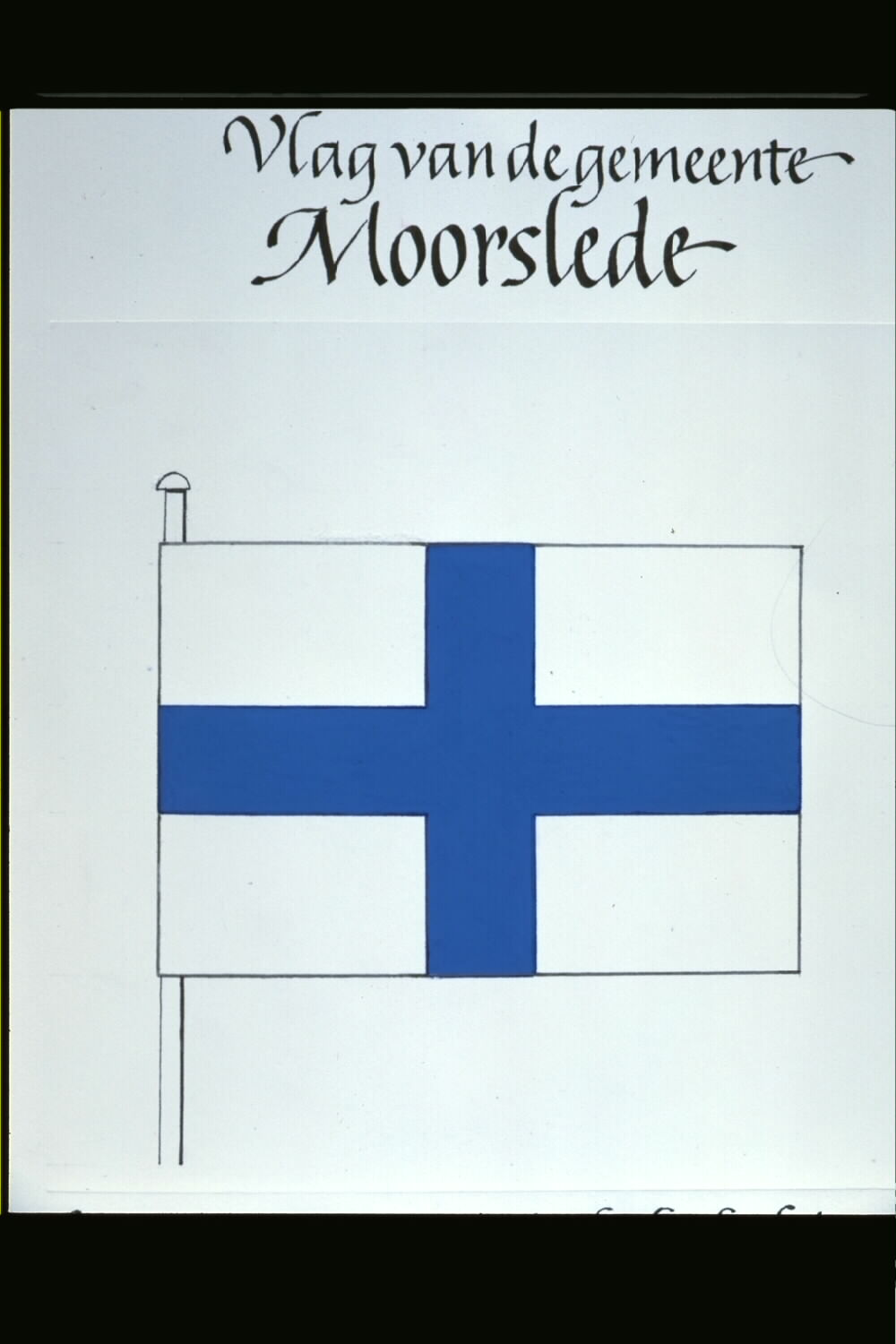
Officiële tekening van de vlag

## Eerdere vlag
De huidige vlag, vervangt de vorige vlag, vergelijkbaar maar het is een vierkantige vlag, werd door de gemeenteraad op 20 september 1977 officieel vastgesteld. Op 21 juni 1978 werd hij door het koninklijk besluit bevestigd en uiteindelijk gepubliceerd op 25 augustus 1978 in het officiële Belgisch Staatsblad.
Officieel wordt de vorige vlag beschreven als:
Van zilver met een kruis van azuur.

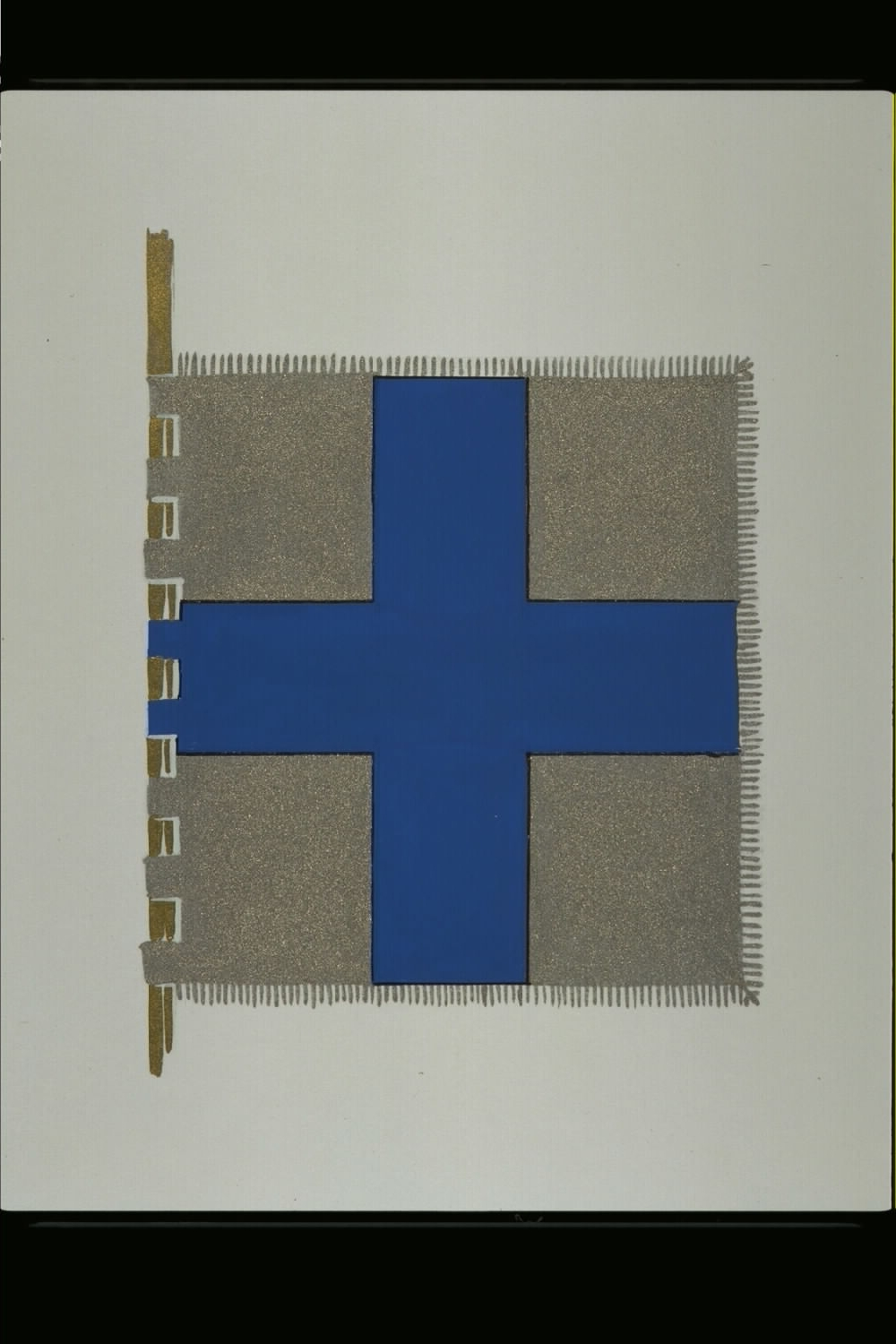
Voorgaande vlag (1977-1995)

Een besluit uit 1995 verbeterde de tekeningen en de beschrijvingen van wapen en vlag, zoals ze in 1978 werden bepaald.